# The Tallest Man on Earth
Kristian Matsson (30 de abril de 1983) es un cantante y compositor sueco que desarrolla su carrera profesional bajo el nombre de The Tallest Man on Earth. Matsson creció en Leksand. Tras pasar un tiempo actuando como vocalista de la banda de indie rock, Montezumas, comenzó su carrera profesional en solitario de 2006. Su estilo musical es frecuentemente comparado con el de Bob Dylan.
Desde 2006, Matsson ha publicado cinco álbumes y dos EPs. Graba y produce desde su casa, y normalmente graba su voz y la guitarra en una misma pista.
Estuvo casado con Amanda Bergman, conocida por el nombre artístico Idiot Wind. Juntos escribieron la música para la película sueca Once a Year.

## Carrera musical
Tras ejercer de vocalista en la formación de música indie Montezumas, en 2006 publicó el EP The Tallest Man on Earth, su primer trabajo en solitario, que fue recibido con críticas positivas. Al comienzo de su carrera en solitario, Matsson no tenía definido un plan profesional concreto y publicaba su música sin dar demasiada información a la prensa sobre sí mismo.
En 2008, Matsson publicó el álbum, Shallow Grave, que recibió críticas positivas en el sitio web Pitchfork donde posteriormente fue incluido en la posición 47 de la lista de los 50 mejores álbumes del año. Este trabajo tuvo en general una buena acogida entre los medios. Tras la publicación de Shallow Grave, Matsson fue escogido para actuar como telonero de la banda de indie folk Bon Iver. La publicidad resultante lo llevó a una gira en solitario por Estados Unidos, Australia y Europa, donde atrajo a grandes multitudes, a pesar de la falta de contrato discográfico.
El sencillo "Pistol Dreams", formó parte de la banda sonora de la serie sueca de televisión How Soon Is Now?.
El 9 de octubre de 2009, grabó cuatro canciones en los Estudios Daytrotter de Atlanta, incluida una versión del tema de Bob Dylan "I Want You." Por aquel entonces, Matsson citó a Roscoe Holcomb como una de sus principales influencias, junto a Emmylou Harris, Feist y Cat Power.
Mattson firmó un contrato discográfico con la compañía Dead Oceans, y en abril de 2010 publicó su segundo álbum, The Wild Hunt. El disco fue aclamado por la crítica. El sencillo "King of Spain" contiene, además del tema original, una versión de la canción "Graceland" de Paul Simon y el tema inédito "Where  I Thought I Met the Angels". Fue vendido exclusivamente durante su gira europea.
Este mismo año publicó el EP, Sometimes the Blues Is Just a Passing Bird. El EP fue publicado a través de iTunes Sen septiembre. En noviembre salió a la venta en formato CD, LP y MP3. Este trabajo contiene cinco canciones, todas escritas para The Wild Hunt, "The Dreamer", fue la primera grabación en la que utilizó guitarra eléctrica.
Por The Wild Hunt, Mattson fue nominado en 2011 al premio Grammi en la categoría de "mejor artista masculino", que finalmente ganó Håkan Hellström. También fue nominado en 2011 al premio P3 Gold Awards, y a los premios the Manifest Award.
En abril de 2011 participó en el programa de la BBC, Later... with Jools Holland, donde interpretó los temas "King of Spain" y "Love Is All". En junio de ese mismo año, el EP debut de Matsson, The Tallest Man on Earth, fue reeditado, incluyendo en su versión en vinilo el tema inédito "In the Pockets". En julio publicó "Weather of a Killing Kind" como parte del Adult Swim Singles program.
En agosto de 2011, creó la música para la película sueca En gång om året, junto a Idiot Wind. La película fue presentada en el Gothenburg Film Festival en enero de 2012 y tuvo una versión teatral estrenada el 17 de mayo de 2013.

El 12 de junio de 2012, Matsson publicó su tercer álbum de estudio como The Tallest Man on Earth, There's No Leaving Now, con el sello Dead Oceans. El álbum fue grabado en su estudio casero durante los años 2011 y 2012. Fue presentado en la web de la discográfica una semana antes de su publicación.
Al mismo tiempo, Matsson publicó 1904 b/w Cycles, un sencillo que incluyó en su cara B el tema "Cycles," escrito por Gayle Caldwell y popularizado por Frank Sinatra. Este tema también fue incluido en su repertorio en directo.
Tras la publicación del álbum, Matsson anunció una gira por Estados Unidos, incluyendo una actuación en el Newport Folk Festival. En octubre de 2012 también inició una gira por Europa.
El 28 de enero de 2013, formó parte del concierto solidario organizado en beneficio del músico estadounidense Jason Molina, que no contaba con seguro médico y, en consecuencia, se encontraba endeudado tras una estancia hospitalaria. Molina falleció el 16 de marzo de 2013.
El cuarto álbum de estudio de The Tallest Man on Earth, Dark Bird Is Home, fue publicado en mayo de 2015 con el sello discográfico Dead Oceans. Este trabajo estuvo marcado e influido por el divorcio de Matsson con Amanda Bergman así como del fallecimiento de un familiar cercano.
Tras la publicación del álbum, Matsson actuó en numerosos festivales, incluido el Roskilde Festival en 2015 y el Edmonton Folk Music Festival en 2016.
El 4 de febrero de 2019, Matsson anunció la publicación de un nuevo álbum para ese año. A finales de ese mismo mes reveló que el disco llevaría por título I Love You. It's a Fever Dream.,  y presentó el primer sencillo "The Running Styles of New York". El segundo sencillo, "I'm a Stranger Now", fue publicado el 27 de marzo y el álbum completo el 19 de abril. Para conmemorar el décimo aniversario de la publicación de The Wild Hunt, Matsson publicó una versión del tema de Paul Simon, Graceland (canción).

## Discografía

### Álbumes
- 2008 - Shallow Grave
- 2010 - The Wild Hunt
- 2012 - There's No Leaving Now[50]
- 2015 - Dark Bird Is Home[51]
- 2019 - I Love You. It's a Fever Dream.[52]

### EPs
- The Tallest Man on Earth (2006)
- Sometimes the Blues Is Just a Passing Bird (2010)
- A Collaborative EP with yMusic (2017)
- When the Bird Sees the Solid Ground (2018)

### Sencillos
| Año  | Título                                              | Álbum                                      |
| ---- | --------------------------------------------------- | ------------------------------------------ |
| 2008 | "The Gardener"                                      | Shallow Grave                              |
| 2008 | "Pistol Dreams"                                     | Shallow Grave                              |
| 2010 | "The Wild Hunt"                                     | The Wild Hunt                              |
| 2010 | "The King of Spain"                                 | The Wild Hunt                              |
| 2010 | "The Dreamer"                                       | Sometimes the Blues Is Just a Passing Bird |
| 2011 | "Weather of a Killing Kind"                         | Adult Swim Singles Program                 |
| 2012 | "1904"                                              | There's No Leaving Now                     |
| 2015 | "Sagres"                                            | Dark Bird Is Home                          |
| 2015 | "Dark Bird Is Home"                                 | Dark Bird Is Home                          |
| 2016 | "Time Of The Blue"                                  | n/a                                        |
| 2016 | "Rivers"                                            | n/a                                        |
| 2018 | "An Ocean"                                          | When the Bird Sees the Solid Ground        |
| 2018 | "Somewhere in the Mountains, Somewhere in New York" | When the Bird Sees the Solid Ground        |
| 2018 | "Forever is a Very Long Time"                       | When the Bird Sees the Solid Ground        |
| 2018 | "Down in My Heart"                                  | When the Bird Sees the Solid Ground        |
| 2018 | "Then I Won't Sing No More"                         | When the Bird Sees the Solid Ground        |